# 13e base de soutien du matériel
La 13e base de soutien du matériel (13e BSMAT) est une unité de l'Armée de terre française.

## Devise
"Toujours présent !"

## Création et différentes dénominations
La 13e base de soutien du matériel a été créée le 1er juillet 1999 à partir de :
- l'établissement du matériel de Clermont-Ferrand,
- l'établissement du matériel Moulins,
- l'établissement du matériel Fourchambault,
- la 6e compagnie du 4e régiment du matériel.

## Historique des garnisons de la13eBSMAT
En 2005, la 13e BSMAT perd le détachement de Fourchambault ainsi que la 1re CAP qui est rattachée au 7 RMAT. 
Au 1er juillet 2010 la  13e BSMAT est rejointe par les détachements de St Astier, Tulle et Guéret ainsi que par la 5e Cie du 7 RMAT qui redevient 1re compagnie de la 13 BSMAT.
La 1re compagnie de Moulins est dissoute en 2011.
Le détachement de Guéret est dissous en 2014.

## Missions
La 13e BSMAT intervient comme : 
- opérateur logistique pour les matériels complets ;
- opérateur logistique pour les rechanges ;
- pour la réparation profonde centralisée sur les parcs blindés VBL et de véhicule léger sécurisé PVP dans le cadre de la maintenance industrielle
- opérateur d'appui études-ingénierie au profit des formations délivrées par le Service de la Maintenance Industriel Terrestre (SMITer)[2].

Ainsi, la 13e BSMAT se trouve en première ligne pour accompagner la remontée capacitaire de la force terrestre suivant les objectifs relevant de MCO-T 2025 (Maintien en Conditions Opérationnels des matériels Terrestres).

## Implantations
Implantée sur 4 sites, la 13e BSMAT comprend près de 780 personnes, dont 680 civils. Les détachements sont organisés en compagnie, groupement approvisionnement, groupement de maintenance multi technique, section de réparation, section approvisionnement et section de stockage. Elle est organisée ainsi : 
- L'état-major de la base se situe à Clermont-Ferrand, capitale de l'Auvergne, au pied du puy de Dôme, au sein du quartier Louis Gentil - les Gravanches. Ses missions opérationnelles : gestion des opérations de haute technicité, gestion des partenariats avec les industriels
- Le détachement de Moulins est situé quant à lui dans le département de l'Allier, au cœur du Bourbonnais. Des groupements et sections de fonctionnement assurent les missions de soutien logistique de vie courante. Ses missions : stockage des rechange techniques, achats en urgence et dépannage. En 2021, ce site recherche des personnels[4].
- Le détachement de Tulle. Ses missions : ingénierie de production et de formation, méthodes, réparation de certains matériels
- Le détachement de Saint-Astier : sa mission : stockage.

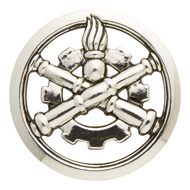
Insigne de béret, du matériel

## Matériels
Les détachements disposent d'installations et d'infrastructures spécifiques pour réaliser leurs missions ainsi que d'équipements techniques industriels modernes. Compte tenu de leur spécificité, les quatre sites disposent de peu de matériels complets.

## Chefs de corps
- 2003 - 2005 : Colonel Pollet
- 2005 - 2007 : Lieutenant-colonel Antoine Hubert
- 2007 - 2010 : Colonel Antoine Olphe-Galliard
- 2010 - 2012 : Colonel Franck Valnet
- 2012 - 2014 : Colonel Thierry Peres
- 2014 - 2016 : Colonel Pascal Roguin
- 2016 - 2018 : Colonel Stéphane Gauthier
- 2018 - 2020 : Colonel Jérôme Mancel
- 2020 - 2022 : Colonel Élise Vahramian
- 2022 - 2024 : Colonel Jean-Hugues Friederich
- 2024 -  : Colonel Laurent Billières